# Tarco Aviation
Tarco Aviation (anteriormente Tarco Air) es una aerolínea con sede en Jartum (Sudán) establecida en 2009. Con más de 1.200 empleados y 11 aviones, la compañía es una de las compañías de aviación más grandes de Sudán que actualmente opera vuelos regulares de pasajeros, chárter y arrendamiento. 

## Destinos

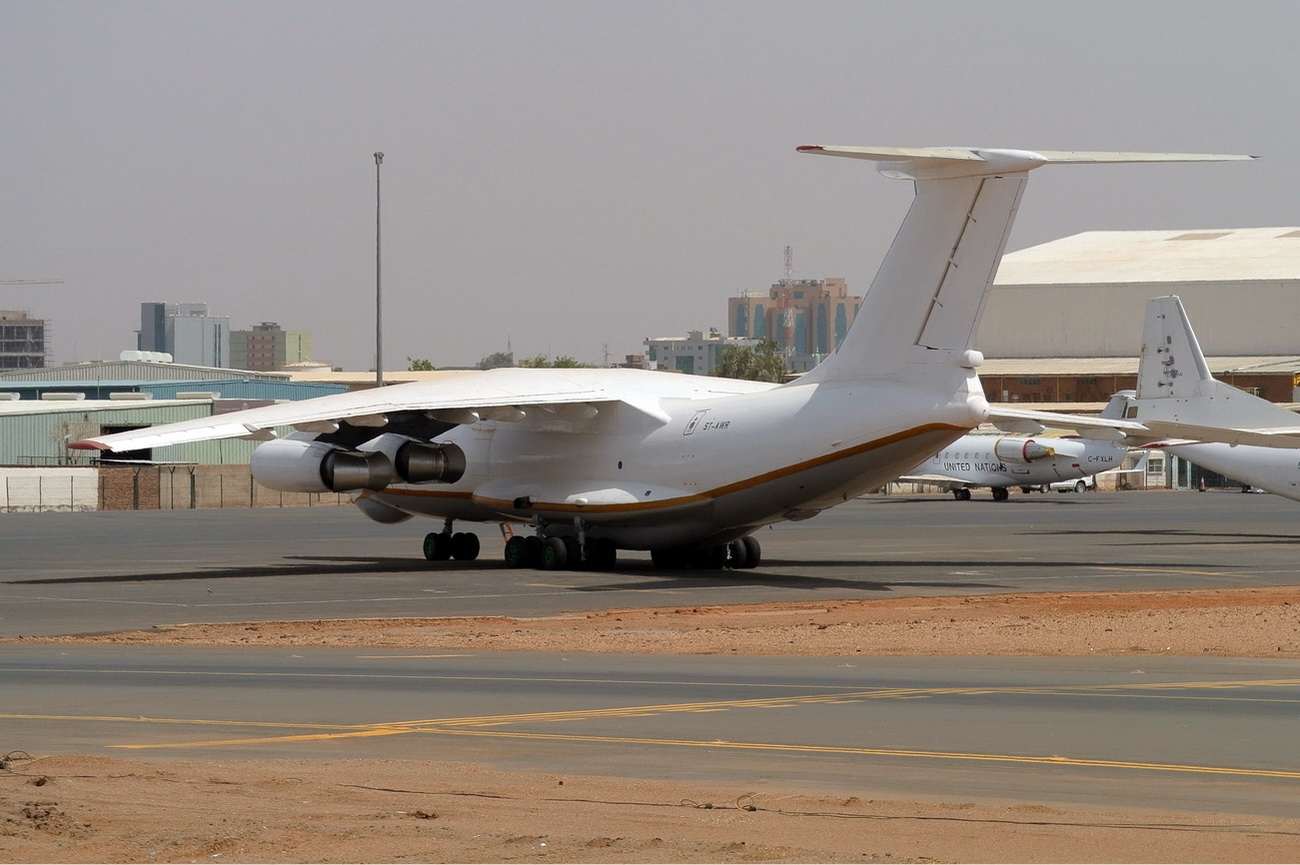
Ilyushin Il-76 de Tarco Aviation (ST-AWR) en el Aeropuerto Internacional de Jartum (2012)

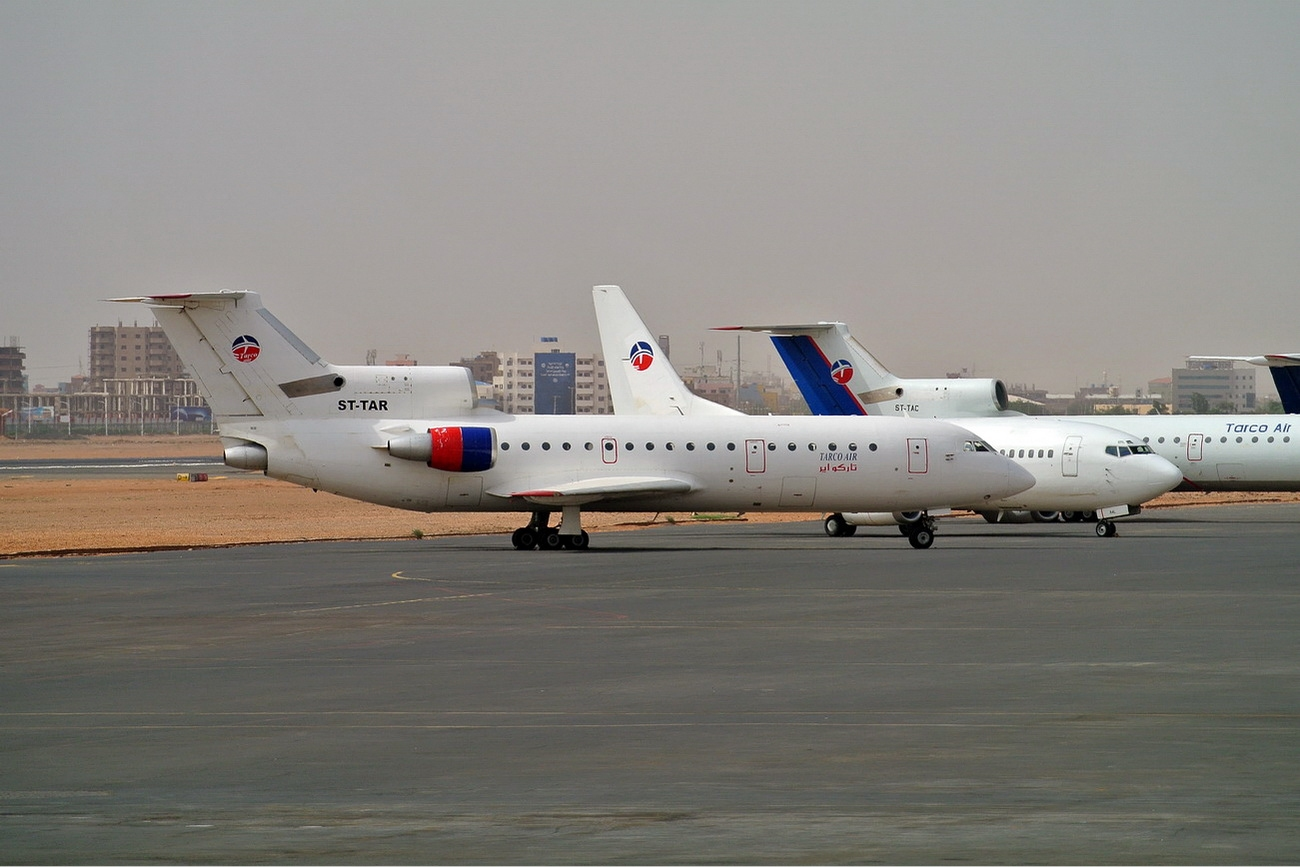
Yakovlev Yak-42 de Tarco Air (ST-TAR) en el Aeropuerto Internacional de Jartum (2012)

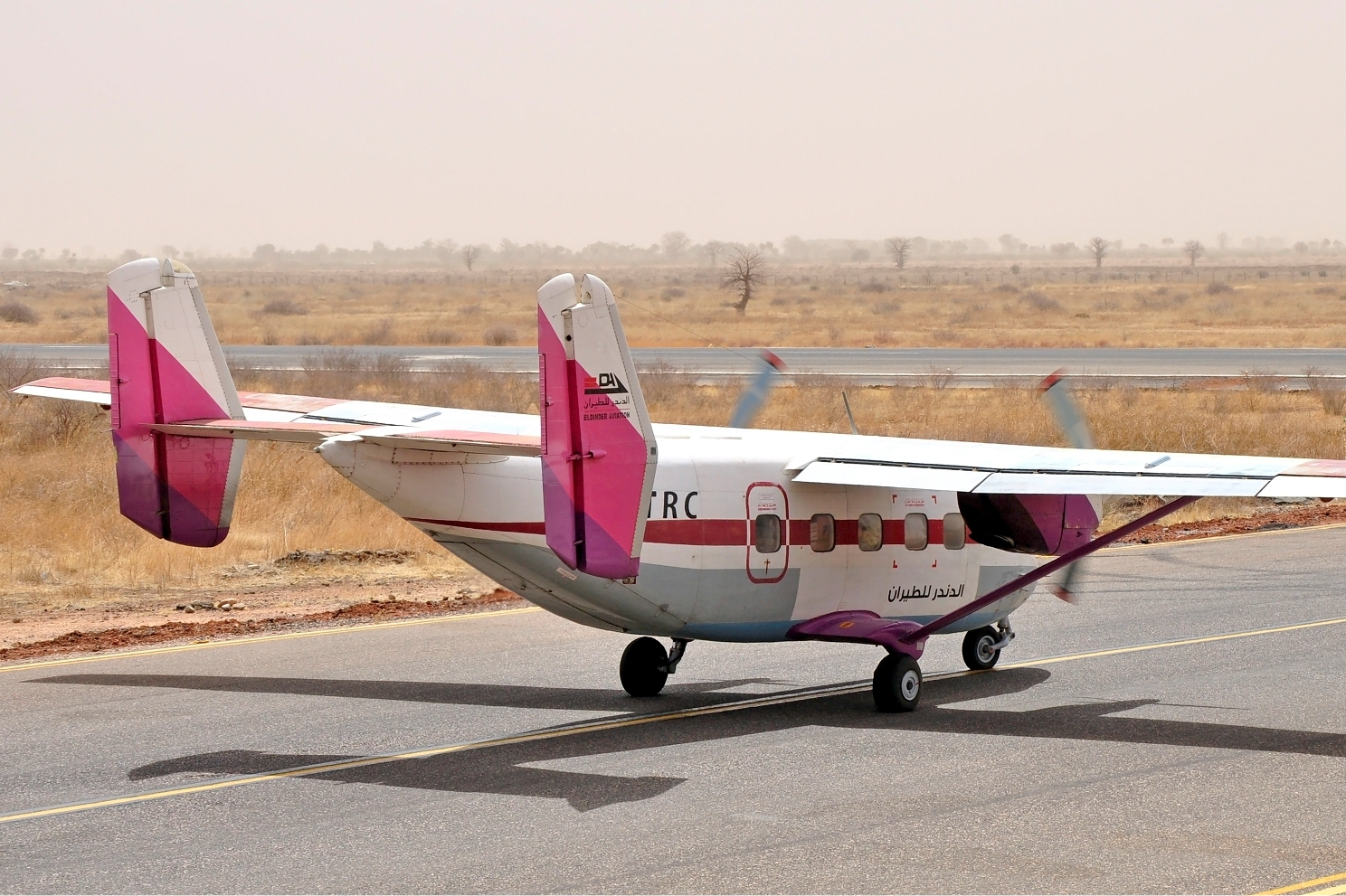
Antonov An-28 (ST-TRC) de Tarco Air en el Aeropuerto Internacional de Jartum (2012)

| Países                 | Destinos     | Aeropuertos                              |
| ---------------------- | ------------ | ---------------------------------------- |
| Arabia Saudita         | Dammam       | Aeropuerto Internacional Rey Fahd        |
| Arabia Saudita         | Riad         | Aeropuerto Internacional Rey Khalid      |
| Arabia Saudita         | Yeda         | Aeropuerto Internacional Rey Abdulaziz   |
| Catar                  | Doha         | Aeropuerto Internacional de Doha         |
| Egipto                 | El Cairo     | Aeropuerto Internacional de El Cairo     |
| Emiratos Árabes Unidos | Dubái        | Aeropuerto Internacional de Dubái        |
| Emiratos Árabes Unidos | Sharjah      | Aeropuerto Internacional de Sharjah      |
| Eritrea                | Asmara       | Aeropuerto Internacional de Asmara       |
| Sudán                  | El-Fasher    | Aeropuerto de El Fasher                  |
| Sudán                  | Geneina      | Aeropuerto de Geneina                    |
| Sudán                  | Jartum       | Aeropuerto Internacional de Jartum (HUB) |
| Sudán                  | Nyala        | Aeropuerto de Nyala                      |
| Sudán                  | Puerto Sudán | Aeropuerto Internacional de Puerto Sudán |
| Sudán del Sur          | Yuba         | Aeropuerto Internacional de Yuba         |
| Uganda                 | Entebbe      | Aeropuerto Internacional de Entebbe      |

## Flota
| Aeronaves      | En servicio | Pedidos | Pasajeros                                       | Pasajeros                                       | Pasajeros                                       | Matrículas                                      | Antigüedad                                      |
| Aeronaves      | En servicio | Pedidos | C                                               | Y                                               | Total                                           | Matrículas                                      | Antigüedad                                      |
| -------------- | ----------- | ------- | ----------------------------------------------- | ----------------------------------------------- | ----------------------------------------------- | ----------------------------------------------- | ----------------------------------------------- |
| Boeing 737-300 | 4           | —       | —                                               | 148                                             | 148                                             | ST-TAL                                          | 31,7 años                                       |
| Boeing 737-300 | 4           | —       | —                                               | 142                                             | 142                                             | C5-MAE                                          | 27,4 años                                       |
| Boeing 737-300 | 4           | —       | 16                                              | 100                                             | 116                                             | ST-TAD                                          | 27,2 años                                       |
| Boeing 737-300 | 4           | —       | —                                               | 148                                             | 148                                             | C5-MAJ                                          | 27,2 años                                       |
| Boeing 737-400 | 3           | —       | 16                                              | 128                                             | 144                                             | ST-TAI                                          | 31,7 años                                       |
| Boeing 737-400 | 3           | —       | 16                                              | 128                                             | 144                                             | ST-TAG                                          | 31,4 años                                       |
| Boeing 737-400 | 3           | —       | 16                                              | 128                                             | 144                                             | ST-TAG                                          | 31,2 años                                       |
| Boeing 737-500 | 1           | —       | —                                               | 131                                             | 131                                             | C5-AAN                                          | 32,2 años                                       |
| Boeing 737-800 | 3           | —       | —                                               | 189                                             | 189                                             | ST-TAK                                          | 21,3 años                                       |
| Boeing 737-800 | 3           | —       | 12                                              | 156                                             | 168                                             | ST-TAM                                          | 18,2 años                                       |
| Boeing 737-800 | 3           | —       | 20                                              | 145                                             | 165                                             | ST-TAA                                          | 15,2 años                                       |
| Boeing 737-800 | 3           | —       | 8                                               | 162                                             | 170                                             | ST-TAC                                          | 14,7 años                                       |
| Embraer Legacy | 1           | —       | VIP                                             | VIP                                             | VIP                                             | ST-PNA                                          | 15,9 años                                       |
| Total          | 12          | —       | Edad media de la flota (enero de 2025): 25 años | Edad media de la flota (enero de 2025): 25 años | Edad media de la flota (enero de 2025): 25 años | Edad media de la flota (enero de 2025): 25 años | Edad media de la flota (enero de 2025): 25 años |

### Flota histórica
| Aeronaves       | Total | Introducido | Retirado | Matrículas                      |
| --------------- | ----- | ----------- | -------- | ------------------------------- |
| Airbus A320-200 | 1     | 2012        | 2016     | C5-AAO                          |
| Antonov An-24   | 1     | 2010        | 2011     | ST-ARQ                          |
| Antonov An-28   | 1     | 2010        | ??       | ST-TRC                          |
| Fokker 50       | 2     | 2012        | 2022     | C5-MAP y C5-MAM                 |
| Ilyushin Il-76  | 1     | ??          | ??       | ST-AWR                          |
| Yakovlev Yak-42 | 4     | 2008        | 2018     | ST-MRL, ST-MRL, ST-TAR y ST-TAB |